# Nelson (Nova Gal·les del Sud)
Nelson és un suburbi de Sydney, a Nova Gal·les del Sud, Austràlia. Té 689 habitants, i està ubicat a 42 km al nord-oest del centre financer de la capital estatal.
Forma part de l'àrea de govern local de The Hills Shire, als Hills District. Els suburbis amb els quals limita Nelson són Box Hill a l'est, Annagrove al nord i oest, i Rouse Hill al sud.